# Гервалла, Юсуф
Юсуф Гервалла (алб. Jusuf Gërvalla; 1 октября 1945, Дубовик; община Дечани, НР Сербия, ФНРЮ — 18 января 1982; Унтергруппенбах, ФРГ) – косоварский поэт, певец, музыкант, журналист и деятель национально-освободительной организации «Народное движение за освобождение Косова» (алб. Lëvizja Kombëtare për Çlirimin e Kosovës). Застрелен при невыясненных обстоятельствах в 1982 году в Германии.

## Биография
Отец Юсуфа умер, когда сыну было шесть лет. В 1959 году его мать Айше уехала в Словению, и Юсуф остался на попечении дяди по материнской линии. Окончил гимназию города Печ, учился в Приштинском университете и Люблянском университете, начинал работу в театре. Служил в ЮНА в 1972—1973 годах. 
В дальнейшем работал журналистом в Приштине и Скопье. В 1978 году начал работу редактором на радио и телевидении, в том же году основал подпольную группировку «Народное движение за освобождение Косова», которая придерживалась идеологии марксизма-ленинизма, но при этом выступала за отделение Косова от Югославии.
Юсуф писал лирические и прозаические произведения, записывал музыку со своим братом Бардошем. В университетском журнале «Новый мир» (алб. Bota e re) в 1974 году были опубликованы его произведения «Baladë për shevarin» и «Kalon pranë meje». В 1975 году написал первый роман «Dy florinj të një dashurie», который был запрещён к печати в Югославии. Его второй роман «Rrotull» и драма «Procesi» были напечатаны только после кончины Юсуфа.
В 1980 году Юсуф эмигрировал с семьёй в Германию. Жена — Сюзана Гервалла, в браке родились двое сыновей и дочь. Его дочь Доника Гервалла-Шварц вышла замуж за деятеля немецкого Христианско-демократического союза Германии Штефана Шварца, во время Косовской войны работала переводчицей у Ибрагима Ругова, деятеля Демократической лиги Косова.

### Убийство
36-летний Юсуф Гервалла, его 31-летний брат Бардош и их друг 28-летний Зека Кадри, албанский журналист с швейцарским гражданством, 12 января 1982 года были расстреляны в своём автомобиле BMW 316 в гараже в городе Унтергруппенбах (район Хайльбронн, земля Баден-Вюртемберг, ФРГ). Предположительно, двое неизвестных произвели 12 выстрелов из пистолета калибром 7,65 мм: пули пробили лёгкие, сердце и шею, став причиной смерти всех троих. Кадри и Бардош умерли на месте, Юсуф скончался на следующую ночь. Согласно заключению криминалистов, в каждую из жертв были произведены изначально три выстрела, а затем сделан контрольный выстрел, причём все действия наверняка совершил опытный киллер. Это массовое убийство всех троих деятелей албанского националистического движения стало самым крупным вооружённым нападением на иностранных граждан в Баден-Вюртемберге.
Убийство братьев Гервалла и Кадри не было раскрыто, однако подавляющая часть албанской общины обвинила в этом югославские спецслужбы УДБА: убийство якобы спланировали начальник разведки Здравко Мустач и бригадный генерал Йосип Перкович. Всего с 1970 по 1989 годы было убито 22 человека, в смерти которых следователи обвиняли югославскую агентуру. Прокурор района обещал 10 тысяч марок любому, кто сможет найти исполнителей, и для расследования была образована комиссия «Унтергруппенбах». Министр-президент земли Лотар Шпет официально заявил, что любая деятельность иностранных экстремистов будет пресекаться в Германии. Расследованием занялось Федеральное управление криминальной полиции Германии, к расследованию также подключилась швейцарская федеральная полиция, однако установить подозреваемых никому не удалось до настоящего времени. Широко распространена версия, что одним из исполнителей был разыскивавшийся Интерполом Желько Ражнатович, но сам Ражнатович отрицал какие-либо связи с УДБА. Ещё одна версия предполагает, что все трое были убиты не столько по идеологическим соображениям, сколько за связи с героиновой мафией, однако Ражнатович фигурирует в числе подозреваемых и в этой версии.
Братья Гервалла были перезахоронены в 2002 году в Дубовике, на их похоронах присутствовали около 10 тысяч человек. Имя Юсуфа Герваллы присвоили 131-й бригаде АОК.